# Кайт-избавительница
«Кайт-избавительница» (яп. カイト リベレイタ) — аниме студии ARMS. Продолжение вышедшего в 1998 году аниме «Кайт — девочка-убийца» (яп. A カイト). Режиссёр, сценарист и дизайнер персонажей — Ясуоми Умэцу.

## Сюжет
На международную космическую станцию «Кудрявка» прибывает шаттл с Земли. Прилетевший на шаттле сотрудник японской компании «Defy Foods», занимающейся обеспечением астронавтов продовольствием, Коити Дои, разработчик новой пищи, призванной поддержать здоровье астронавтов в условиях невесомости, получает от своего земляка, астронавта Орудо Ногути, с которым поддерживает приятельские отношения, очередной подарок для дочери Орудо, Монаки. Ногути, тяжело переживающий разлуку с дочерью и не имеющий возможности лично поздравить Монаку с днём рождения, передаёт ей через Дои браслет из марсианских камней.
Сержант полиции Рин Гага со своим напарником ведут по улицам Токио преследование находящегося в розыске преступника Кити Цуина, одного из двух братьев-близнецов Цуин. Уходя от погони, Цуин скрывается в женском туалете вокзала, где берёт в заложницы несовершеннолетнюю девочку. Гага и его напарник вынуждены прекратить преследование и ожидать подмоги. Пока полицейские вынужденно бездействуют, появляется новое действующее лицо — вооружённая пистолетом девушка в плаще. Девушка убивает Цуина и скрывается, оставляя на месте убийства свою визитную карточку — пучок птичьих перьев. По оставленным перьям полицейские догадываются, что убийца Цуина — действующий с некоторых пор в Токио киллер по прозвищу «Ангел смерти»; на требование перекрыть вокзал, чтобы задержать неуловимого киллера, начальник вокзала отвечает отказом, что даёт Ангелу смерти спокойно скрыться, по пути изменив своё обличье и превратившись в обычного вида девушку-школьницу, которой оказывается Монака Ногути, дочь Орудо Ногути.
Монака спешит на работу в кафе «Apollo 11». После позднего, глубоко за полночь возвращения Монаки домой двоюродная сестра Адзуки передаёт ей письмо от Дои с подарком от отца. На следующий день после занятий Монака в торговом центре встречает Мукаи с ребёнком и хозяина кафе, Амудзу. Амудзу рассказывает Монаке, заинтересовавшейся жизнью Мукаи, что та — мать-одиночка. Перед тем, как отправиться на работу, Монака выполняет очередной заказ, убивая торговца недвижимостью, обвиняемого в 7 убийствах.
На МКС происходит катастрофа: 2 астронавтов, один из которых — Ногути, под воздействием солнечной радиации, на которое наложилось влияние неиспытанной надлежащим образом космической пищи от компании «Defy Foods», мутируют, превратившись, в конце концов, в монстров. Один из мутантов нападает на других членов экипажа, уничтожая их одного за другим. Не имея возможности справиться с монстром, выжившие астронавты, среди которых — Дои, бегут на Землю на спасательном шаттле. Станция разрушается от мощного взрыва, монстр гибнет вместе с ней.
В тот же вечер в кафе «Apollo 11» к Монаке пристаёт с домогательствами один из посетителей, свидетелем чему становится сержант Гага. Мукаи, однажды уже отправившая этого клиента в больницу, подав ему пиво с чилийским перцем, вступается за Монаку. После того, как хулигана вторично увозит «Скорая помощь», между Мукаи и Монакой следует разговор, из которого становится ясно, что обе официантки скрывают друг от друга (и от окружающих), что они — далеко не те, кем стараются выглядеть (что особенно заметно после того, как Мукаи, бросая в мишень для дартс оставленный хулиганом нож, попадает в самое яблочко). После работы Мукаи и Монака запускают на заднем дворе кафе фейерверк; параллельно следует беседа в доверительных тонах и, хотя ни та, ни другая не решаются на прямую откровенность, отношения между коллегами заметно теплеют. Возвращающуюся с работы Монаку встречает ожидавший её — чтобы пригласить на свидание — Гага.
Скрывающийся после возвращения на Землю в одном из отелей Дои, узнавший от спасшегося вместе с ним врача МКС, что один из монстров, погубивших станцию — его хороший знакомый Ногути, мучается угрызениями совести; ему не хочется верить, что причиной мутации могла быть разработанная им космическая пища. Разрешить проблему монстра, спасшегося с гибнущей станции и скрывающегося в подземных коммуникациях Токио, берутся нанятые «Defy Foods» сотрудники некоего агентства. Спутник (посредник, передающий Монаке заказы на убийства) назначает ей встречу в парке, куда приходит в костюме аниматора-кота, и передаёт ей срочный заказ на устранение монстра. Монака в обличье Ангела смерти обращается за помощью к Амудзу, от которого получает — в числе прочего оружия — пистолет Red Club. Передав Монаке оружие, Амудзу рассказывает и историю его предыдущего владельца (подробно рассказанную в «Кайт — девочке-убийце»).
Монака выслеживает и атакует монстра, тем временем в квартиру Гаги врывается Каи Цуин, старший из братьев-преступников, с намерением отомстить полицейскому за смерть брата. Слова Гаги, что на самом деле его брата убил киллер Ангел смерти, не останавливают Цуина, он полон решимости отомстить, но Гаге удаётся отбить нападение. Цуин скрывается, Гага направляется в погоню.
Поединок Монаки с чудовищем едва не кончается для девушки трагически: монстр, обладающий умением быстро регенерировать и защищённый костным панцирем, практически неуязвим для её оружия. Оставшуюся практически без оружия и потерявшую одну из контактных линз, скрывающих истинный цвет её глаз, Монаку монстр собирается убить, но, заметив на руке девушки браслет из марсианских камней, отступает. Не понимая, почему чудовище не хочет продолжать драться, Монака тяжело ранит его из пистолета Савы. Раненого монстра подбирают сотрудники, нанятые «Defy Foods», а Монаку с места схватки забирает Дои, сопровождаемый нанятыми компанией агентами. В ходе беседы с Монакой Дои рассказывает ей, что случилось на МКС. Сопоставляя факты, Монака понимает, что монстр — её отец, Орудо Ногути, но своими репликами выдаёт себя Дои, который в свою очередь догадывается, что Ангел смерти и дочь Орудо — одно лицо. Монака убивает Дои и его сопровождающих и отправляется на поиски отца. На подземной стоянке Монаку, пробегающую мимо, берёт в заложники спасающийся от погони Цуин. Узнав Цуина, Монака убивает его и скрывается, оставив на месте смерти Цуина ленту для волос, которую подбирает преследовавший преступника Гага. Оправившийся от ранения монстр-Орудо бежит от сотрудников «Defy Foods», уничтожив перевозившую его машину. Монака и Орудо встречаются.

## Персонажи
- Монака Ногути

Сэйю — Марина Иноуэ
Школьница-старшеклассница, дочь астронавта Орудо Ногути. После того, как отец в очередной раз отправился в космос, находится под опекой дяди, брата отца. Ведёт двойную жизнь, параллельно с учёбой подрабатывая официанткой в кафе «Apollo 11» и одновременно являясь наёмным убийцей, известным как «Ангел смерти».
- Орудо Ногути

Сэйю — Рикия Кояма
Астронавт, вдовец, после смерти жены вынужден был вернуться к работе на международной космической станции, оставив дочь Монаку на попечение брата. Под воздействием солнечной радиации, на которое наложилось влияние неиспытанной надлежащим образом космической пищи от компании «Defy Foods», начал мутировать, превратившись, в конце концов, в монстра, имеющего лишь отдалённое сходство с человеком.
- Манацу Мукаи

Сэйю — Акеми Окамура
Официантка в кафе «Apollo 11», напарница Монаки. Решительна, умеет постоять за себя и за других, к Монаке относится покровительственно, хотя и подозревает, что Монака далеко не та неловкая простушка, какой выглядит. Владеет приёмами самообороны, мастерски обращается с холодным оружием. О прошлом Мукаи — кроме того, что она — мать-одиночка — мало известно даже владельцу кафе.
- Рин Гага

Сэйю — Масакадзу Морита
Сержант полиции, постоянный посетитель кафе «Apollo 11». Испытывает романтические чувства к Монаке Ногути. Занимается расследованием преступлений братьев Цуин, но оба раза, когда сталкивается с близнецами, ему не удаётся взять их живыми — его опережает Ангел смерти.
- Коити Дои

Сэйю — Сэцудзи Сато
Сотрудник «Defy Foods», разработчик пищи для астронавтов. Находится в приятельских отношениях со своим земляком-астронавтом Орудо Ногути, неоднократно пересылал подарки от него Монаке. После катастрофы на МКС — один из немногих, сумевших уцелеть и вернуться на Землю.
- Торокуро Амудзу

Сэйю — Мигухито
Владелец кафе «Apollo 11». К свои сотрудницам относится снисходительно-покровительственно, прощая Мукаи не всегда вежливое обращение с посетителями (но обычно дело не заходит дальше напоминания «Клиент всегда прав») а Монаке — неуклюжесть и опоздания.
Как и все сотрудники кафе, имеет свою тайную жизнь, параллельно являясь мастером-оружейником, снабжающим своими изделиями в том числе и преступников (в частности — братьев Цуин).
- Каи Цуин, Кити Цуин

Сэйю — Ясухиро
Братья-близнецы. Преступники, находящиеся в розыске по обвинениям в убийстве и совращении малолетних. Монака, кому был передан заказ на устранение близнецов, по ходу действия фильма убивает обоих братьев.
- Адзуки Ногути

Сэйю — Кей Синдо
Двоюродная сестра и самая близкая подруга Монаки. О двойной жизни своей кузины не догадывается, считая её обычной школьницей, хотя и в курсе, что Монака испытывает симпатию к полицейскому Гаге.
- Итидзо Ногути

Сэйю — Кендзи Номура
Дядя и опекун Монаки, брат Орудо Ногути.

## Интересные факты
В аниме имеется своеобразное камео героини одного из предыдущих аниме Ясуоми Умэцу, «Mezzo Forte» — Микуры Судзуки (в одной из сцен можно заметить её пластиковую куклу).